# システム・オブ・ロマンス
システム・オブ・ロマンス (Systems of Romance)は、イギリスのバンド、ウルトラヴォックスのサードアルバム。1978年9月4日リリース。

## 概要
このアルバム以降バンド名から感嘆符が外され、「ウルトラヴォックス」(Ultravox)名義となった。オリジナルメンバーのボーカルでありソングライターのジョン・フォックスが参加した最後の作品。また前作で脱退したスティーヴィー・シアーズに替わってロビン・サイモンがギタリストを務めた。商業的成功こそ得られなかったものの、当時としては革新的な音楽性で、1980年代以降の電子音楽全般のアーティストに多大な影響を及ぼした作品である。レコーディングはドイツ（当時は西ドイツ）のケルンにあるコニー・プランクのスタジオで行われた。グラムロックやパンク・ロック色の濃かったそれまでのアルバムと比べてシンセサイザーやドラムマシンを多用したニュー・ウェイヴ寄りの音楽性へ変化した。

## 収録曲
1. スロー・モーション / Slow Motion （ウルトラヴォックス） - 3:29
2. キャント・ステイ・ロング / I Can't Stay Long （ウルトラヴォックス） - 4:16
3. サムワン・エルス・クローズ / Someone Else's Clothes （ビリー・カーリー, ジョン・フォックス） - 4:25
4. ブルー・ライト / Blue Light （ウルトラヴォックス） - 3:09
5. サム・オブ・ゼム / Some of Them （カーリー, フォックス） - 2:29
6. クワイエット・メン / Quiet Men （クリス・クロス, カーリー, フォックス） -  4:08
7. ディスロケーション / Dislocation （カーリー, フォックス） - 2:55
8. マキシマム・アクセレレイション / Maximum Acceleration （フォックス） - 3:53
9. ホエン・ユー・ウォーク・スルー・ミー / When You Walk Through Me （カーリー, フォックス, ロビン・サイモン） - 4:15
10. ジャスト・ア・モーメント / Just for a Moment （カーリー, フォックス） - 3:10

### 2006年リイシュー版ボーナス・トラック
1. クロス・フェイド / Cross Fade （ウォーレン・カン, クロス, カーリー, フォックス） - 2:53
2. クワイエット・メン （フル・ヴァージョン） - 3:55

## メンバー
- ジョン・フォックス - ボーカル
- ウォーレン・カン - ドラムス, ボーカル, ドラムマシン
- クリス・クロス - ベース, キーボード, ボーカル
- ビリー・カーリー - キーボード, ヴァイオリン
- ロビン・サイモン - ギター, ボーカル